# Новороманово (Кемеровская область)
Новорома́ново — деревня в Юргинском районе Кемеровской области. Входит в состав Новоромановского сельского поселения. Население по переписи 2010 года — 1037 человек.
Основана в 1703 году.

## История
Образована в 1705 году.

## География
Центральная часть населённого пункта расположена на левом берегу реки Томь на высоте 117 метров над уровнем моря. Ближайший город Юрга находится в 32 километрах, областной центр Кемерово — в 65, через деревню проходит автодорога Р384 Новосибирск — Кемерово — Юрга.

## Население
По данным Всероссийской переписи населения 2010 года, в деревне Новороманово проживает 1037 человек (488 мужчин, 549 женщин).

## Улицы
- Весенняя
- Зелёная
- Кировская
- Лесная
- Молодёжная
- Рабочая
- Советский (переулок)
- Строительная
- Центральная
- имени В. Н. Полецкова
- Лучшая.